# Piper polycarpum
Piper polycarpum är en pepparväxtart som beskrevs av Henry Nicholas Ridley. Piper polycarpum ingår i släktet Piper och familjen pepparväxter. Inga underarter finns listade i Catalogue of Life.